# David Brewster
David Brewster (11. prosince 1781, Jedburgh – 10. února 1868, Gattonside) byl skotský fyzik, matematik, vynálezce a historik vědy.

## Život
Vystudoval teologii na univerzitě v Edinburghu, ale knězem se navzdory přání rodičů nikdy nestal, neboť ho zlákala věda. Navzdory tomu byl po celý život silně věřícím křesťanem a kreacionistou. Roku 1815 se stal členem Královské společnosti a získal Copleyho medaili. V roce 1831 byl uveden do šlechtického stavu. Na Měsíci je po něm pojmenován kráter.

## Dílo
Nejzásadnější jsou jeho příspěvky v oblasti optiky, William Whewell ho dokonce označil za „otce moderní optiky“ a „Keplera optiky“. Objevil fotoelastický efekt, který je klíčovým v optické mineralogii. Je též vynálezcem Kaleidoskopu, dvouoké stereokamery, polyzonálního objektivu a majákového reflektoru. Významně zdokonalil stereoskop a polarimetr. Definoval základní zákony polarizace, odrazu a lomu světla, zejména v souvislosti s Krystaly (viz např. Brewsterův úhel)